# Thygeson-Keratitis
Bei der seltenen Thygeson-Keratitis (auch: Keratitis superficialis punctata Typ Fuchs-Thygeson) handelt es sich um eine oft beidseitig auftretende, chronische Augenerkrankung, bei der es zu punktförmigen Defekten und Infiltraten (Keratitis superficialis punctata) der äußeren Hornhautschicht (Epithel) kommt. Die Veränderungen treten in rundlicher, sternförmiger oder ovaler Form auf, verschwinden wieder, treten neu auf und können nach Art und Anzahl häufiger wechseln. Das Krankheitsbild ist nach dem US-amerikanischen Arzt Phillips Thygeson (* 1903) benannt, der es 1950 erstmals in dieser Form beschrieb.

## Symptome

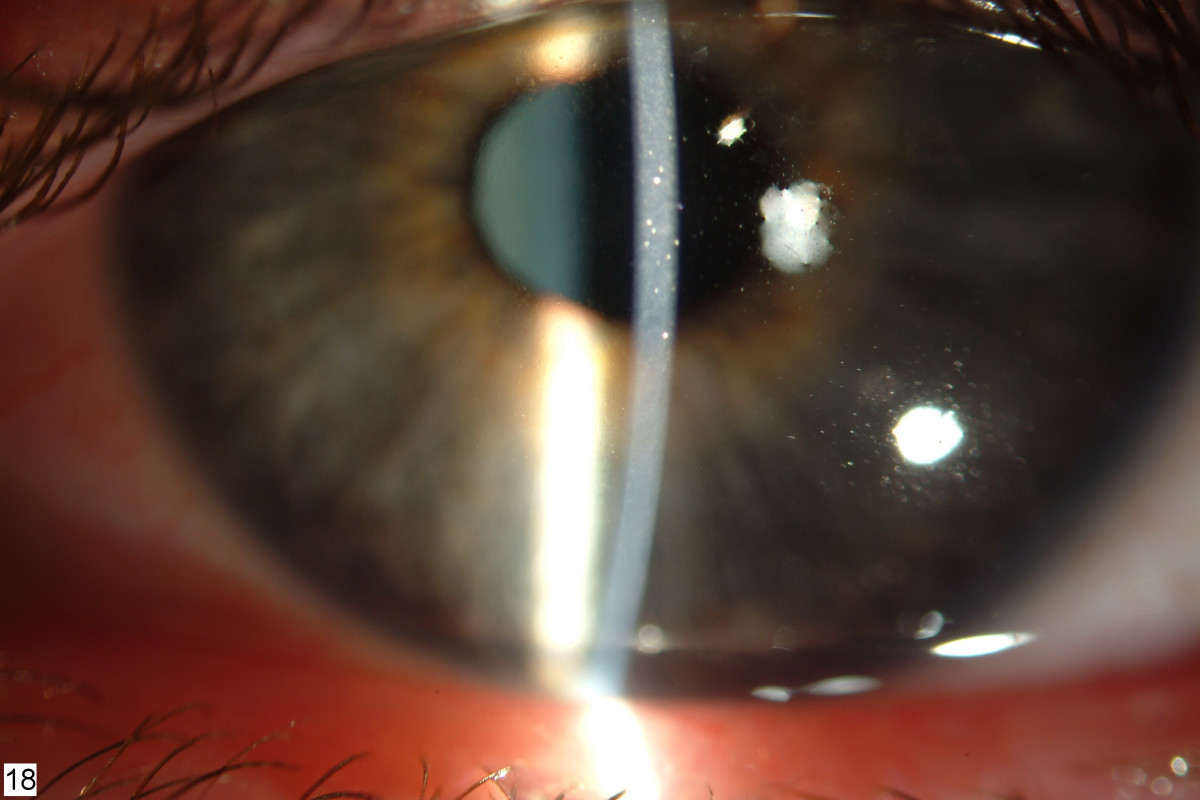
Punktförmige Hornhautdefekte bei einer Thygeson-Keratitis

Betroffene Patienten sind häufig Personen unter 40 Jahren. Sie beklagen ein leichtes Fremdkörpergefühl und je nach Lokalisation der Trübungen gegebenenfalls eine geringe Verschlechterung der Sehschärfe. Vermehrter Tränenfluss, Brennen, Juckreiz und Lichtscheu sind ebenfalls typisch. Der Verlauf kann Monate oder gar Jahre anhalten, ist aber meist selbstheilend. Es kommt während der Krankheit oft zu Befundverschlechterungen (Exazerbationen) oder aber zu leichten Besserungen jedoch ohne vollständige Heilung (Remissionen).
Die Entzündung beschränkt sich auf die Hornhaut. Bindehaut oder andere Augenstrukturen sind typischerweise nicht betroffen. Insofern ist die Thygeson-Keratitis differentialdiagnostisch von anderen Formen der Keratitis superficialis punctata abzugrenzen.

## Ursache
Die Ursache der Erkrankung ist unklar und wird kontrovers diskutiert. Vor allem in der Vergangenheit wurde eine Virusinfektion (Herpes-Zoster-Virus) oder eine Chlamydien-Infektion vermutet. Es gibt Hinweise auf eine genetische Assoziation mit dem HLA-DR3, einem Immun-Antigen.

## Therapie
Es werden unkonservierte Tränenersatzmittel (künstliche Tränen) empfohlen. Bei fehlendem Erfolg können auch kortisonhaltige Augentropfen eingesetzt werden. Eine Alternative hierzu stellt lokal angewandtes Cyclosporin A dar, welches weniger Nebenwirkungen und Rezidive hervorrufen soll als Corticosteroide. Laut einer Studie Ende der 1990er Jahre bildeten sich bei über 70 % der so behandelten Patienten die typischen klinischen Symptome der Thygeson-Keratitis zurück. Allgemein wird die Langzeitprognose als gut bezeichnet.